# 许一德
许一德（1540年—1613年），字子恒，号吉庵，贵州贵州卫（贵阳）官籍，直隶泗州人，明朝政治人物。隆慶辛未進士，官至雲南副使。

## 生平
國子生，治易经，九月十八日生。嘉靖四十三年（1564年）甲子科貴州鄉試第一名舉人。年三十二歲中隆庆五年（1571年）辛未科会试三百十七名，廷试三甲六十六名进士，通政司觀政，授云南呈贡知县，隆慶六年（1572年）调任四川宜宾知县。万历四年（1576年）充四川丙子科乡试考试官，五年行取入京，十二月授陕西道御史，巡视中、東、北三城，監十字、節慎二庫，七年巡按直隶，督理屯田印馬，八年正月升任湖广嘉湖道佥事，十年七月调山东佥事，十一月升湖广右参议，分守荆西、承德二郡，在任二載，萬曆十二年（1584年）擢云南副使。张居正死后，尚書曾銑被追责，刑部左侍郎丘橓以许一德为曾銑一党弹劾，一德与巡道张应诏被革职为民，十二年告归，修《贵州通志》。

## 家族
其先泗州人，明初七世祖许得名授冠帶总旗，调守贵州，历升指挥佥事。曾祖许宣，指挥佥事。祖许禄，指挥佥事。父许奇，嘉靖辛卯举人，历官鄧州知州、四川顺庆府同知，封御史。前母胡氏；母易氏。兄脩德（正千户）、懋德、弟育德、许崇德（贡士）、许裕德（贡士）、厚德、成德。娶越氏。
子仁所、健所（万历戊申年贡）、淳所。孫世俊、世英、世盛、世彦、世望、世臣。